# Julià Eclanense
Julià Eclanense (en llatí Julianus Eclanensis) va ser un destacat eclesiàstic, teòleg i escriptor d'història del segle V i un dels principals suports de Pelagi (heresiarca).
El seu pare, Memori o Memor, es creu que va ser bisbe de Càpua i estava connectat per llaços d'amistat amb Agustí d'Hipona i amb Paulí de Nola. Aquest darrer va celebrar la cerimònia nupcial de Julià amb Ia, filla d'Emili bisbe de Benevent i va escriure un epitalami que indica les cordials relacions de paulí amb la família.
Es va dedicar a la vida eclesiàstica i després de passar pels graus de lector, diaca i prevere va ser ordenat bisbe per Innocenci I i enviat a Eclànum a la Pulla el 416.
Sembla que va seguir l'ortodòxia fins que va refusar signar, l'any 418, la Tractoria o denúncia pública de Celestí i Pelagi, que havia reobert el Papa Zòsim, successor d'Innocenci. Aquest acte, en el que el van seguir molts altres prelats del sud d'Itàlia i Sicília, va comportar que fos desterrat junt amb altres seguidors per un edicte imperial el mateix any 418.
Es va refugiar a Constantinoble, però expulsat d'aquella ciutat va anar a Cilícia amb Teodor de Mopsuèstia amb el que va restar uns quants anys. El 428 tornava a ser a Constantinoble patrocinat per Nestori que va escriure al papa Celestí I en relació al seu exili.
L'any 429 per l'activitat de Mari Mercator, que va realitzar una persecució contra tots els heretges, va ser expulsat de la capital oriental. Condemnat pel concili d'Efes l'any 431, va viure obscurament fins al 439 quan va fer un darrer i desesperat esforç per recuperar la seva posició, intent frustrat per la fermesa de Sixt II. Després d'això el seu nom gairebé desapareix de la història. Va morir en el regant de Valentinià III no més tard del 455 després de repartir la seva fortuna entre els pobres, per alleugerir la seva situació durant una fam.
Hi ha constància d'alguns escrits de Julià, que no s'han transmès sencers, sinó només fragments reproduïts pels seus detractors per combatre'l:
- Epistola ad Zosimum escrita l'any 418 i mencionada per Mercator.
- Epistola communis ei cum plurimis Pelagianis episcopis quam Thessalonicam miserunt, títol que va donar Agustí d'Hipona a aquesta epístola, que es va comprometre a rebatre davant del Papa Bonifaci I.
- Libri IV, ad Turbantium episcopum, adversus librum primum Augustini de Concupiscentia, escrit el 419.
- Liber de Constantiae Bono contra Perfidiam Manichaei, escrit després de la seva expulsió del bisbat.
- Libri VIII. ad Florum Episcopum adrersus secundum librum Augustini de Nuptiis et Concupiscentia, escrit, sembla, a Cilícia al voltant de l'any 426.
- Liber de Amore, sive Commentarius in Cantica Canticorum, mencionat només per Beda, que diu que es componia de dos llibres, un sobre l'amor, i l'altre un comentari del tema.[1]